# Зайцев (Гомельская область)
Зайцев (бел. Зайцава) — посёлок в Кормянском сельсовете Добрушского района Гомельской области Республики Беларусь.

## География
В 13 км на восток от районного центра Добруш и железнодорожной станции в этом городе расположенной на линии Гомель — Бахмач, в 41 км от Гомеля.

### Гидрография
Расположен на реке Хоропуть (приток реки Ипуть).

## Транспортная система
Рядом автодорога Вышков — Гомель. В посёлке 7 жилых домов (2004 год). Планировка короткой прямолинейной улицы с меридиональной ориентацией. Застройка деревянными домами усадебного типа.

## История
Посёлок основан переселенцами с соседних деревень в начале XX века. В 1926 году в Селищанском сельсовете. В 1931 году жители вступили в колхоз. В 1959 году деревня находилась в составе колхоза «Оборона» с центром в деревне Корма.

## Население

### Численность
2004 год — 7 дворов, 11 жителей

### Динамика
- 1959 год — 153 жителя (согласно переписи)
- 2004 год — 7 дворов, 11 жителей